# Сингх, Гурбукс
Гурбукс Сингх (англ. Gurbux Singh, 11 февраля 1935, Пешавар, Британская Индия) — индийский хоккеист (хоккей на траве), полузащитник, тренер. Олимпийский чемпион 1964 года, бронзовый призёр летних Олимпийских игр 1968 года.

## Биография
Гурбукс Сингх родился 11 февраля 1935 года в индийском городе Пешавар (сейчас в Пакистане).
Переезжал с семьёй в Равалпинди, Лакхнау, Мхове, Мератхе, где окончил школу. В 1957 году переехал в Калькутту.
Начинал заниматься бадминтоном, но в 16 лет стал играть в хоккей на траве. В 1954—1955 годах выступал за университет Агры, затем — за Восточную Бенгалию. В 1957—1965 годах защищал цвета таможни Калькутты, в 1968—1980 годах — «Мохуна Багана».
В 1960 годах впервые сыграл за сборную Индии, отправившись в турне по Австралии и Новой Зеландии. В 1963 году стал капитаном сборной.
В 1964 году вошёл в состав сборной Индии по хоккею на траве на Олимпийских играх в Токио и завоевал золотую медаль. Играл на позиции полузащитника, провёл 9 матчей, мячей не забивал.
В 1966 году в составе сборной Индии завоевал золотую медаль хоккейного турнира летних Азиатских игр в Бангкоке. После победы удостоен национальной спортивной премии «Арджуна».
В 1968 году вошёл в состав сборной Индии по хоккею на траве на Олимпийских играх в Мехико и завоевал бронзовую медаль. Играл на позиции полузащитника, провёл 9 матчей, мячей (по имеющимся данным) не забивал. Был капитаном команды вместе с Притхипалом Сингхом.
После Олимпиады завершил международную карьеру, стал тренером и судьёй. В 1973 и 1980—1985 годах был селекционером сборной Индии, в 1973 году на чемпионате мира и в 1983 году в Трофее чемпионов — её менеджером. В 1974—1975 годах тренировал сборную Франции, в 1976 году на летних Олимпийских играх в Монреале — сборную Индии.
В 2013 году, будучи вице-президентом Бенгальской хоккейной ассоциации, получил от правительства Западной Бенгалии звание «Банга Бибхушан» и награду за выдающиеся спортивные достижения.

## Семья
Младший брат Гурбукса Сингха Балбир Сингх (род. 1945) тоже выступал за сборную Индии по хоккею на траве, в 1968 году завоевал бронзовую медаль на летних Олимпийских играх в Мехико.